# 比佐津媛
比佐津媛（日语：ヒサツヒメ）在《記紀》二書內並未記載，反而是《豐後國風土記》裡出現的女神，別名為久津媛，現在此神明乃由大分縣日田市大字日高的會所神社（（日語）よそじんじゃ）主祀。

## 概要

### 豐後國風土記之記載
據《豐後國風土記》日田郡條記載，纏向日代宮御宇大足彥天皇征伐球磨贈於後凱旋而歸，前往筑後國生葉行宮（位於今福岡縣）時經過此郡。有一神名曰久津媛，化成人形參迎並將該國消息稟告之，故名為久津媛（（日語）ヒサツヒメ）之郡，今謂日田郡（（日語）ひたのぐん）者乃是訛音。

## 解說
有人認為「久津媛」訛音成「日田」，「田」為巫女神聖的象徵，故「日田」寫成「日巫女」，音同卑彌呼。如此一來，也佐證了邪馬台國在北部九州地區。
至於主祭久津媛的會所神社，位於大分縣日田市大字日高74番地，另外也祭祀景行天皇、仲哀天皇、神功皇后、應神天皇等。據說創建於天安2年（858年），原先在會所山（（日語）よそやま）山頂的久津媛神社共祀久津媛、景行天皇二神；後來明治42年（1909年）遷移至現行山麓之位置。

## 內部連結
- 景行天皇
- 日田市

## 外部連結
- （日語）ヒサツヒメと卑弥呼 （页面存档备份，存于）